# Patrick Chastel
Patrick Chastel est un auteur de romans, recueils de nouvelles et d’ouvrages ayant pour cadre principal la Polynésie française et plus fréquemment les îles Marquises (en marquisien : Te Fenua Ènata / Te Henua Ènana).

## Biographie
Patrick Chastel, né le 24 février 1952 à Saint-Maur-des-Fossés dans le Val-de-Marne, arrive en Polynésie française en 1973. Il enseigne à Papeete, Tahiti puis aux îles Marquises à Hiva Oa. Il rejoint ensuite les  îles Tuamotu et l’atoll de Rangiroa comme instituteur puis gestionnaire-comptable d'un hôtel.
Après un retour en France, il revient à bord d'un petit voilier. Il fait escale plus d’un an au Sénégal puis au Brésil, en Guyane aux Antilles avant de passer le canal de Panama, pour rejoindre le Grand océan et les îles Marquises.
Patrick Chastel accepte alors à nouveau un poste d’enseignant au collège Sainte-Anne de Atuona qu'il occupe pendant 15 ans.
Il officie également en tant que correspondant du quotidien La Dépêche de Tahiti.
Patrick Chastel revient ensuite sur l’île de Tahiti pour enseigner avant de  prendre sa retraite en 2012.

## Ses travaux
Tout au long de ces années, Patrick Chastel a publié plus d'une trentaine d’ouvrages dont près de la moitié est destinée aux enfants ou aux adolescents. Certains livres didactiques font l'objet de traductions en langues polynésiennes afin de favoriser l’apprentissage de la lecture dans les différentes langues des archipels.
Parmi ses romans, L’enlèvement aux Marquises a été traduit aux États-Unis sous le titre The South Seas Vanishings

## Ouvrages en langue française

### Romans
- Tahitian Coke, Api Tahiti, Papeete, 2023  (ISBN 978-2-494507-01-2)
- Les Crânes de la vallée perdue, Api Tahiti, Papeete, 2022  (ISBN 978-2-491152-86-4)
- Filiation, Api Tahiti, Papeete, 2020 (ISBN 9782955823668)
- En fuite vers l’horizon, Api Tahiti, Papeete, 2016 (ISBN 9782955823606)
- Droit dans le mur, Carnot, Paris, 2004  (ISBN 9782848550954)[3]
- L’enlèvement aux Marquises, Carnot, Paris, 2003   (ISBN 9782912362827)

### Nouvelles
- Au gré des îles et des hommes, Balland, Paris, 2017  (ISBN 9782940556755)
- Chroniques des îles Marquises, Au Vent des Iles, Papeete, 2004  (ISBN 9782909790398)
- Le Sourire du Tiki, Au Vent des Iles, Papeete, 2001  (ISBN 9782909790879)

### Légendes
- Récits, légendes et mythes des îles Marquises, Api Tahiti, Papeete, 2022  (ISBN 978-2-4911-5284-0)[4]
- Hiro et Hina - Balade au cœur des légendes de Bora Bora et autres îles, Api Tahiti, Papeete, 2018  (ISBN 978-1720924630)

### Biographies
- Fernand Chaves, une vie au pas de course, Api Tahiti, Papeete, 2018[5]
- Mémoires d’une vie partagée, avec J. Doom, Haere Po, Papeete 2016
- Tahiti de ma jeunesse, 1930-1950, avec F. Juventin, Haere Po, Papeete 2016

### Ouvrages collectifs
- Iles Marquises, archipel de mémoire, Autrement, Paris, 1999
- Marquises, CRDP, Papeete, 1999

### Littérature jeunesse
- Koteuteu, le Martin-Chasseur de Niau, Api Tahiti, Papeete, 2020  (ISBN 978-2-9558236-5-1)[6]
- Pihiti, le Lori de Ua Huka, Api Tahiti, Papeete, 2019  (ISBN 978-2-9558236-4-4)
- Frappe la terre, Tei’i, Api Tahiti, Papeete, 2019  (ISBN 978-2-491152-13-0)[7]
- La Grotte ténébreuse, Api Tahiti, Papeete, 2018  (ISBN 9782955823637)
- ‘Ura, la Perruche de Rimatara, Api Tahiti, Papeete, 2018  (ISBN 978-2-9558236-2-0)[8]
- Noha, le Pétrel de Tahiti, Haere po, Papeete, 2016  (ISBN 979-10-90158-12-2)
- ‘Omama’o, le Monarque de Tahiti, Haere Po, Papeete, 2015  (ISBN 979-10-90158-22-1)
- Terreur à Hiva Oa, Haere Po, Papeete, 2014 – Nouvelle édition,  (ISBN 979-10-90158-18-4)
- La Marque des dieux, Haere Po, Papeete, 2013 – Nouvelle édition, 2022  (ISBN 978-2491152703)
- ‘Itata’e, l’oiseau blanc de Tahiti, Présumées, Papeete, 2011  (ISBN 978-2-919735-00-6)
- Teva protège l’eau, Présumées, Papeete, 2011 (2 éditions : français, tahitien)  (ISBN 978-2-9525835-7-2)
- Teva et son amie Hina, Présumées, Papeete, 2011 (6 éditions en langues vernaculaires)  (ISBN 978-2-9525835-0-3)
- Un nom, une histoire, CRDP, Papeete, 2009  (ISBN 2-916454-59-4)
- Le marae du grand banian, Au Vent des Iles, Papeete, 2008 – Nouvelle édition, 2022  (ISBN 9782915654608)
- Voyage au pays des oiseaux Kula, Le Motu, Papeete, 2007   (ISBN 9782915105384)
- Teiki et Moetai, Au Vent des Iles, Papeete, 2003  (ISBN 9782909790442)
- La légende de Hai Puka, Mers Australes, Papeete, 2001  (ISBN 9782905808134)
- L’alliance Ma’ohi, avec V. Haoa, Au Vent des Iles, Papeete, 2001  (ISBN 9782909790916)

## Ouvrage traduit en langue américaine
- The South Seas Vanishings, Carnot USA, New York, 2004  (ISBN 978-1-59209-036-5) traduction de L’enlèvement aux Marquises